# Disphragis bactrea
Disphragis bactrea is een vlinder uit de familie van de tandvlinders (Notodontidae). De wetenschappelijke naam van de soort is, als Heterocampa bactrea, voor het eerst geldig gepubliceerd in 1905 door William Schaus.

## Type
- syntypes: "males"
- instituut: USNM Smithsonian Institution, Washington, U.S.A.
- typelocatie: "French Guiana, St. Laurent, Maroni River"

## Synoniemen
- Skaphita crocea Dognin, 1909
  - holotype: "male"
  - instituut: USNM Smithsonian Institution, Washington, U.S.A.
  - typelocatie: "Guyane française, St. Laurent, Maroni River"